# Monterrey Grand Prix 1977 - Doppio
Il doppio del torneo di tennis Monterrey Grand Prix 1977, facente parte della categoria World Championship Tennis, ha avuto come vincitori Ross Case e Wojciech Fibak che hanno battuto in finale Billy Martin e Bill Scanlon con il punteggio di 3–6, 6–3, 6–4.

## Teste di serie
1. Ross Case /  Wojciech Fibak (Campioni)

1. Eddie Dibbs /  Vitas Gerulaitis (semifinali)

## Tabellone

### Legenda
| - Q = Qualificato - WC = Wild card - LL = Lucky loser | - ALT = Alternate - SE = Special Exempt - PR = Protected Ranking | - w/o = Walkover - r = Ritirato - d = Squalificato |

|  | Quarti di finale              | Quarti di finale              | Quarti di finale              | Quarti di finale | Quarti di finale |  |  | Semifinali                   | Semifinali                   | Semifinali                | Semifinali                | Semifinali |   |   | Finale                   | Finale                   | Finale | Finale | Finale |  |
|  |                               |                               |                               |                  |                  |  |  |                              |                              |                           |                           |            |   |   |                          |                          |        |        |        |  |
|  | 1                             | Ross Case Wojciech Fibak      | Ross Case Wojciech Fibak      | 6                | 6                |  |  |                              |                              |                           |                           |            |   |   |                          |                          |        |        |        |  |
|  |                               | John Alexander Cliff Drysdale | John Alexander Cliff Drysdale | 4                | 2                |  |  | Ross Case Wojciech Fibak     | Ross Case Wojciech Fibak     | Ross Case Wojciech Fibak  | Ross Case Wojciech Fibak  | w/o        |   |   |                          |                          |        |        |        |  |
|  | Rod Laver Ken Rosewall        | Rod Laver Ken Rosewall        | Rod Laver Ken Rosewall        | 6                | 6                |  |  | Rod Laver Ken Rosewall       | Rod Laver Ken Rosewall       | Rod Laver Ken Rosewall    | Rod Laver Ken Rosewall    |            |   |   |                          |                          |        |        |        |  |
|  | Roberto Chavez Raúl Ramírez   | Roberto Chavez Raúl Ramírez   | Roberto Chavez Raúl Ramírez   | 4                | 1                |  |  |                              |                              |                           |                           |            |   |   | Ross Case Wojciech Fibak | Ross Case Wojciech Fibak | 3      | 6      | 6      |  |
|  | Billy Martin Bill Scanlon     | Billy Martin Bill Scanlon     | Billy Martin Bill Scanlon     | 7                | 6                |  |  |                              |                              | Billy Martin Bill Scanlon | Billy Martin Bill Scanlon | 6          | 3 | 4 |                          |                          |        |        |        |  |
|  | Manuel Orantes Harold Solomon | Manuel Orantes Harold Solomon | Manuel Orantes Harold Solomon | 5                | 3                |  |  | Billy Martin Bill Scanlon    | Billy Martin Bill Scanlon    | 6                         | 6                         | 7          |   |   |                          |                          |        |        |        |  |
|  | 2                             | Eddie Dibbs Vitas Gerulaitis  | Eddie Dibbs Vitas Gerulaitis  | 6                | 6                |  |  | Eddie Dibbs Vitas Gerulaitis | Eddie Dibbs Vitas Gerulaitis | 7                         | 4                         | 6          |   |   |                          |                          |        |        |        |  |
|  |                               | F González Gene Mayer         | F González Gene Mayer         | 2                | 3                |  |  |                              |                              |                           |                           |            |   |   |                          |                          |        |        |        |  |